# Cheiridium congicum
Cheiridium congicum es una especie de arácnido del orden Pseudoscorpionida de la familia Cheiridiidae.

## Distribución geográfica
Se encuentra en la República Democrática del Congo.